# Côte d'Opale Basket Calais
Il Côte d'Opale Basket Calais è una società femminile di pallacanestro di Calais fondata nel 1990.